# Charles Pathé
Charles Pathé (Chevry-Cossigny, 26 dicembre 1863 – Monte Carlo, 25 dicembre 1957) è stato un produttore cinematografico e cineasta francese, fondatore ed animatore del primo e più importante complesso industriale cinematografico.

## Biografia
Dopo aver esercitato vari mestieri in patria ed in Argentina, si stabilì a Parigi, dove commerciò e produsse apparecchi fonografici assieme all'ingegnere/inventore Henri Lioret; poi si occupò di cinema, cominciando dai baracconi di fiera.
Nel 1896, con il fratello Émile, fondò l'industria cinematografica Pathé-Frères. Uno dei suoi maggiori collaboratori fu Ferdinand Zecca, la cui prima qualità era di saper indovinare il gusto popolare, realizzando numerosi film comici e drammatico-realistici.

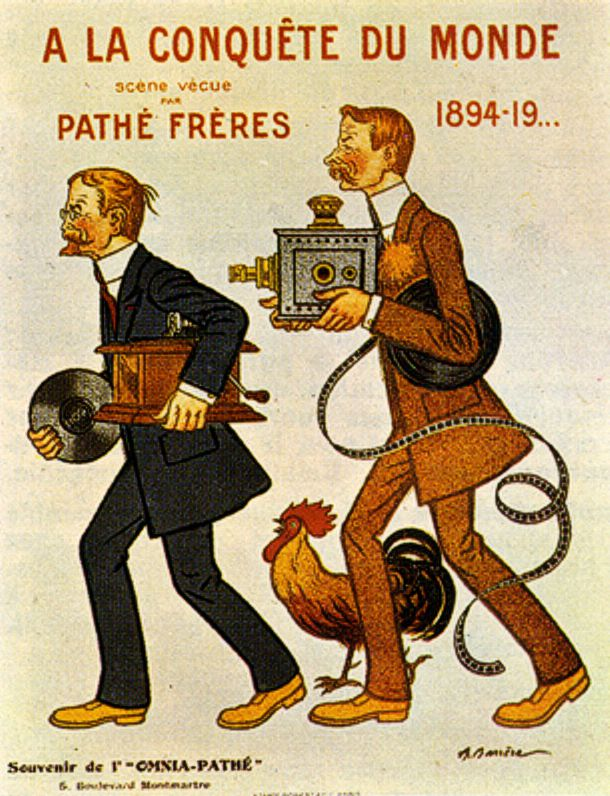
I fratelli Charles ed Émile Pathè in una caricatura di Adrien Barrère

Dal 1903 al 1909, Pathé riuscì ad espandere la sua attività a livello mondiale, monopolizzando l'intero processo industriale, dalla pellicola vergine alla macchina da presa, dai proiettori alle sale cinematografiche, dai soggetti ai film.

Nel 1909, la Pathé vendeva agli Stati Uniti il doppio dei film lì prodotti.
Dopo il 1918, premuto dai concorrenti, Pathé ridimensionò il suo impero cinematografico.
Nel 1929 decise di ritirarsi e cedette la direzione della ditta a Émile Nathan, che fu coinvolto in uno scandalo fallimentare rimasto memorabile. Charles Pathé si ritirò nel Principato di Monaco dove visse fino alla morte nel 1957.